# 圓山隧道
圓山隧道是位於台灣台北市中山區中山北路三段與四段間的公路隧道，單孔單向設計，為中山區與內湖區通往士林區的重要交通樞紐。該工程列入台北市第一期四年工務建設計劃，由台北市工務局新建工程處進行施工。於1969年1月開工，10月20日通車。全長45公尺，寬20公尺，為台北市第一座公路隧道。

## 周邊景點
- 劍潭山
- 圓山大飯店
- 圓山忠烈祠